# Tomanowe Stoły
Die Tomanowe Stoły (tschechisch/slowakisch Stoly) ist ein Berg an der polnisch-slowakischen Grenze in der Westtatra mit 1956 Metern Höhe. 

## Lage und Umgebung
Die Staatsgrenze verläuft über den Hauptgrat der Tatra, auf dem sich die Tomanowe Stoły befindet. Nördlich des Gipfels liegt das Tal Dolina Kościeliska, konkret sein Hängetal Dolina Pyszniańska.

## Tourismus
Die Tomanowe Stoły ist bei Wanderern beliebt. 

### Routen zum Gipfel
Der Wanderweg auf die Tomanowy Wierch Polski führt entlang des Hauptkamms der Tatra und der polnisch-slowakischen Grenze. Derzeit ist er jedoch ab dem Bergpass Pyszniańska Przełęcz geschlossen.
Als Ausgangspunkt für eine Besteigung der Bergpässe um den Gipfel aus den Tälern eignen sich die Ornak-Hütte, die Kondratowa-Hütte und die Chochołowska-Hütte.

## Belege
- Zofia Radwańska-Paryska, Witold Henryk Paryski, Wielka encyklopedia tatrzańska, Poronin, Wyd. Górskie, 2004, ISBN 83-7104-009-1.
- Tatry Wysokie słowackie i polskie. Mapa turystyczna 1:25.000, Warszawa, 2005/06, Polkart, ISBN 83-87873-26-8.